# Hojas de hileras
Las hojas de hileras (en catalán: Fulls de rengle o papers de rengle), son un tipo de documento impreso con la representación de hileras de soldados, procesiones, desfiles, séquitos, etc. El nombre proviene de la disposición alineada en hileras de las figuras que aparecen. 
Las hojas de hileras fueron muy populares en Cataluña entre los siglos XVIII y XX. Junto con los aleluyas, la literatura de caña y cordel (los romances) y los gozos son uno de los elementos más característicos de la cultura visual popular catalana. Las hojas de hileras catalanas derivan de modelos europeos. Los grabados representando séquitos, desfiles y procesiones existen en Europa desde por lo menos el siglo XVII.
La particularidad de las hojas de hileras catalanas es que son impresos utilizando mayoritariamente procedimientos xilográficos, mientras que el uso de la calcografía para este tipo de impresos es bastante restringido. En el siglo XIX se adoptaron la litografía, la cromolitografia y otros procedimientos mecánicos de estampación.
De estos documentos, los más antiguos representan hileras de militares vistas frontalmente. Posteriormente se adaptó esta fórmula gráfica para representar procesiones religiosas (Semana Santa, Corpus), que aun así se representan con las figuras vistas de costado.
Las láminas impresas constaban de varias hileras que la gente recortaba y juntaba para formar una sola tira (muy larga y que generalmente se enrollaba) que representaba todo el séquito. Por eso, las hojas de hileras suelen ser consideradas como las precursoras de los recortables.
Algunos de los impresores que han destacado en la edición de este tipo de documentos, sobresalen la casa Paluzié de Barcelona o los Grau de Reus.
El Archivo Joan Amades conserva una importante colección de hojas de hileras.